# جزر الأي بي سي (جزر الأنتيل الصغرى)
جزر الأي بي سي هي أروبا وبونير وكوراساو. وتقع أقصى غرب جزر أنتيل ليوارد في البحر الكاريبي، شمالي ولاية فالكون بفنزويلا. وهذه الجزر من الغرب إلى الشرق: أروبا، كوراساو وبونير.
جميع الجزر الثلاث جزء من مملكة الأراضي المنخفضة، على الرغم من أنها لا تزال خارج الاتحاد الأوروبي. أروبا وكوراساو بلدان مستقلان داخل المملكة، في حين بونير بلدية خاصة في هولندا.

## التاريخ
يظن البعض أن جزر الأي بي سي اكتشفت لأول مرة على يد واحد من بحارة كريستوفر كولومبس: ألونسو دي أوخيدا الذي هبط على كوراساو في مايو 1499م، ويقال انه قد أطلق عليها (Las islas de los Gigantes أو «جزر العمالقة»)، ويرجع ذلك إلى السكان الأصليين وهم هنود Caiquetio. لكن الحقيقة أنها اكتشفت رسمياً على يد أمريكو فسبوتشي الذي قام مساعده رسام الخرائط خوان دي لا كوزا بوصف الجزر لأول مرة. وقد قام المستعمرون الأسبان بعد أن فشلوا في العثور على أي ذهب أو فضة بخطف كثير من المواطنين للعمل في المزارع في جزيرة هيسبانيولا. وحوالي عام 1527م شكل الأسبان حكومة، وجعلوا الكاثوليكية الديانة الرسمية للجزر.
وفي عام 1634م خاضت هولندا حرباً ضد إسبانيا للسيطرة على الجزر ونجحوا في ذلك، وتم إدارة الجزرعلى يد الهولنديين. وقامت شركة الهند الغربية الهولندية بتطوير المناطق، وإنشاء ميناء رئيسي في كوراساو. وكان لإلغاء تجارة الرقيق عام 1863م أثراً مدمراً على اقتصاداتها، رغم أن اكتشاف النفط في فنزويلا أنعش الاقتصاد مرة أخرى أوائل القرن العشرين ميلادياً، وأصبحت الجزر معامل تكرير رئيسية للنفط.
وأصبحت الجزر جزءاً من جزر الأنتيل الهولندية عام 1954م، مما منحها حكماً ذاتياً سياسياً داخل مملكة الأراضي المنخفضة. وعام 1986م انسحبت أروبا من جزر الأنتيل الهولندية، وأصبحت دولة مستقلة داخل المملكة. وبعد حل جزر الأنتيل الهولندية في 10 أكتوبر 2010 اكتسبت كوراساو مكانة مماثلة لأروبا. وأصبحت بونير بلدية خاصة داخل هولندا، على الرغم من أنها تحتفظ حالياً بوضعها كأراضي ما وراء البحار في الاتحاد الأوروبي.

## الجغرافيا
جزر الأي بي سي هي جزء من جزر أنتيل ليوارد، والتي تقع في أقصى غرب منطقة جزر الأنتيل الصغرى. وتقع إلى الشمال مباشرةً من ولاية فالكون بفنزويلا. ونظراً لتاريخها السياسي فهي تعتبر في بعض الأحيان جزءاً من أمريكا الشمالية جنباً إلى جنب مع غيرها من جزر البحر الكاريبي رغم أنها تقع في نطاق جغرافية أميركا الجنوبية.
وأروبا جزيرة مسطحة، وتتعرض لتيارات المحيط. وتحاط بونير وكوراساو بالشعاب، وبالتالي فهي محمية أكثر ضد تقلبات الطقس. وشعاب كلا من بونير وكوراساو تمثل وجهة سياحية شهيرة.

### البيئة
تعرف بونير بأنها«جنة الغوص»، حيث تلعب السياحة البيئية دوراً كبيراً في اقتصادها. والجزر لديها مجموعة كبيرة من الحيوانات البرية، بما في ذلك الفلامنجو وأربعة أنواع من السلاحف البحرية.

## السكان
يشكل الهجناء والأفارقة الكاريبيون نسبة كبيرة من سكان الجزر. وفي الآونة الأخيرة كان هناك هجرة كبيرة من أمريكا اللاتينية.

### اللغة
لطالما كانت اللغة الهولندية هي اللغة الرسمية للجزر معظم فترات تاريخها. ثم تطورت هناك لغة كريولية فريدة من نوعها عرفت باسم بابيامنتو. وخلافاً للغات الكريولية الأخرى فإن البابيامنتو لا تقل في الاستخدام، وقد أصبحت لغة رسمية في 7 مارس 2007. وتقع أصول البابيامنتو محل جدل، فهتاك خلاف عما إذا كان منشأها البرتغالية أو الإسبانية. واليوم هي متأثرة بشدة بالإسبانية والإنجليزية.

## السياسة
أروبا وكوراساو هما بلدان مستقلان في مملكة الأراضي المنخفضة، ولهما البرلمان الخاص بهما، ورئيس وزراء. أما بونير فهي «بلدية خاصة» داخل المملكة، وتخضع لقانون هولندا.